# Basiliek van Sint-Hubertus
De Sint-Hubertusbasiliek, ook wel aangeduid als Basiliek van Saint-Hubert (officiële Franse naam sinds 1927: Basilique Saint-Hubert, ook bekend als: Basilique des Saints-Pierre-et-Paul (de Saint-Hubert), oorspronkelijke naam: Église abbatiale Saint-Pierre) is een Belgische rooms-katholieke basiliek uit de middeleeuwen, gelegen in de Waalse stad Saint-Hubert. Bij de basiliek ligt een abdijencomplex.
De basiliek heeft een lengte van 90 m en een breedte van 30 m. Ze paart een gotisch interieur aan een barokke voorgevel. De kerk kreeg zijn huidige vorm tussen 1064 en 1700. In 1525 ging de oude romaanse kerk verloren in een brand en tussen 1526 en 1564 werd deze vervangen door een kerk in gotische stijl. De torens dateren nog uit het midden van de 13e eeuw. Het huidige gewelf is gebouwd in 1683. De voorgevel werd in zijn huidige vorm gebouwd tussen 1700 en 1702. Bovenaan de gevel werd in half verheven beeldhouwwerk de bekering van Sint-Hubertus afgebeeld. Links en recht van het hoofdvenster op de eerste verdieping van de gevel bevinden zich standbeelden van Sint-Petrus en Sint-Paulus.
De basiliek herbergt een aantal kunstschatten die verband houden met de verering van St. Hubertus, zoals een aantal schilderijen, en het houtsnijwerk van het koorgestoelte, waarop onder andere de bekering van Hubertus wordt afgebeeld en zijn wijding tot bisschop door paus Sergius I. De kerk herbergt een hoogaltaar van 17 meter hoogte en een altaar van de H. Hubertus, dat de heilige stola bevat. Ook staat in de basiliek het praalgraf van St. Hubertus, dat door koning Leopold I is geschonken.

## Abdij
De basiliek vormde een onderdeel van de Sint-Hubertusabdij die omstreeks 700 werd gesticht door kanunniken op de plaats die toen Andage werd genoemd. In 817 ging het klooster op last van de bisschop van Luik over in handen van de Benedictijnen. Op 30 september 825 werd het lichaam van de Heilige Hubertus vanuit Luik naar Andage overgebracht. De plaats ontwikkelde zich al snel tot bedevaartsoord en ging weldra Saint-Hubert heten.

## Fotogalerij

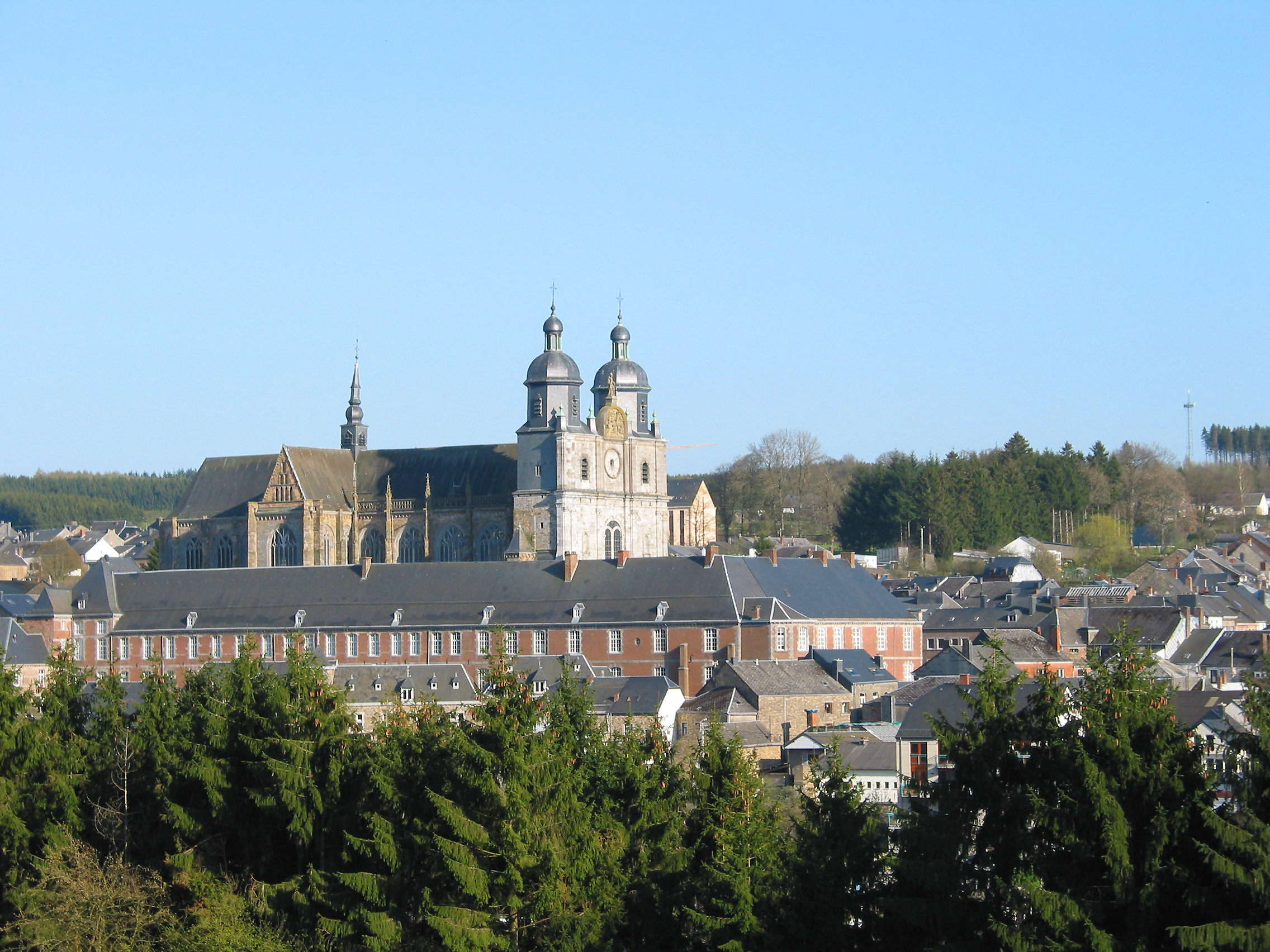
De basiliek met de abdij
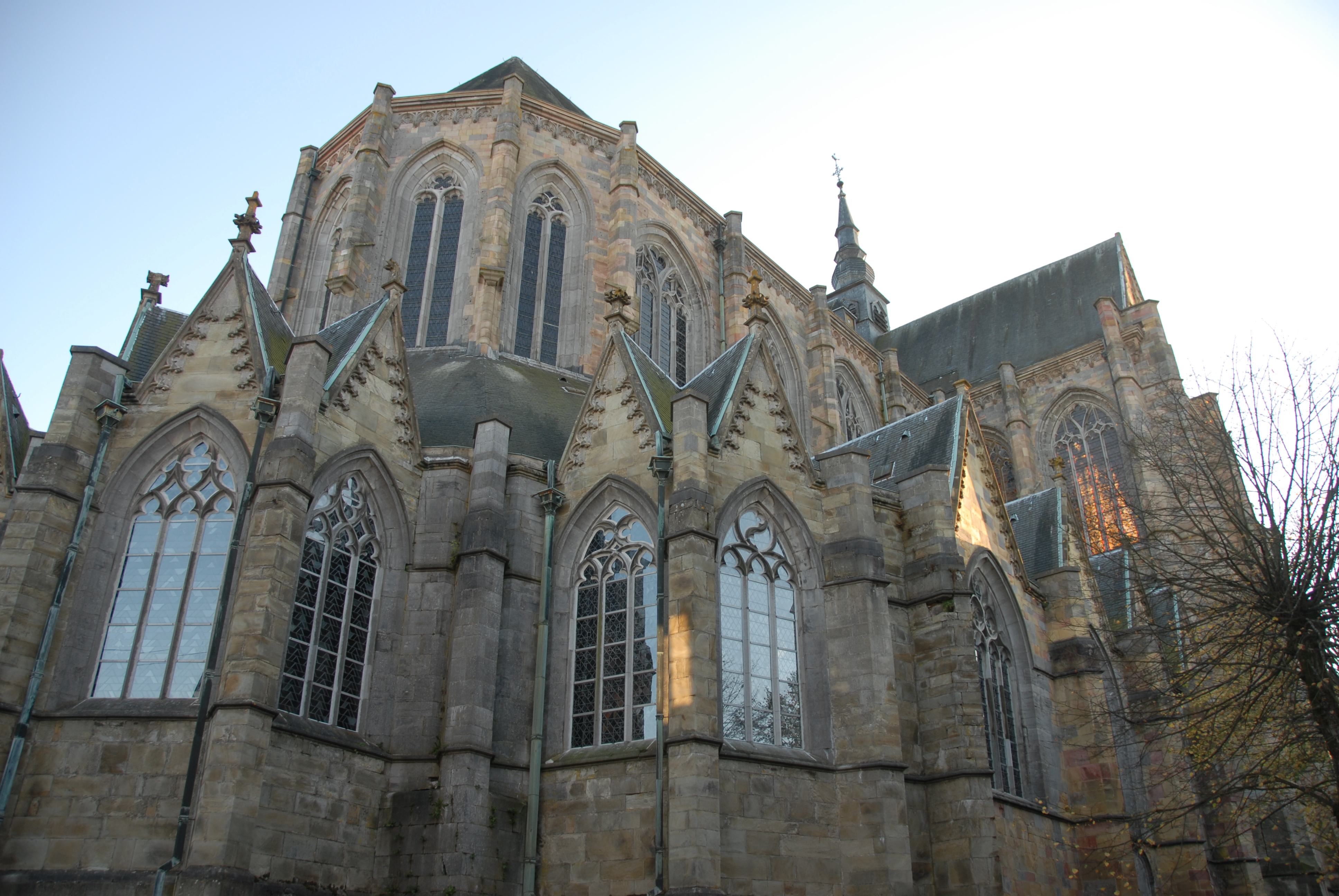
De chevet van de basiliek
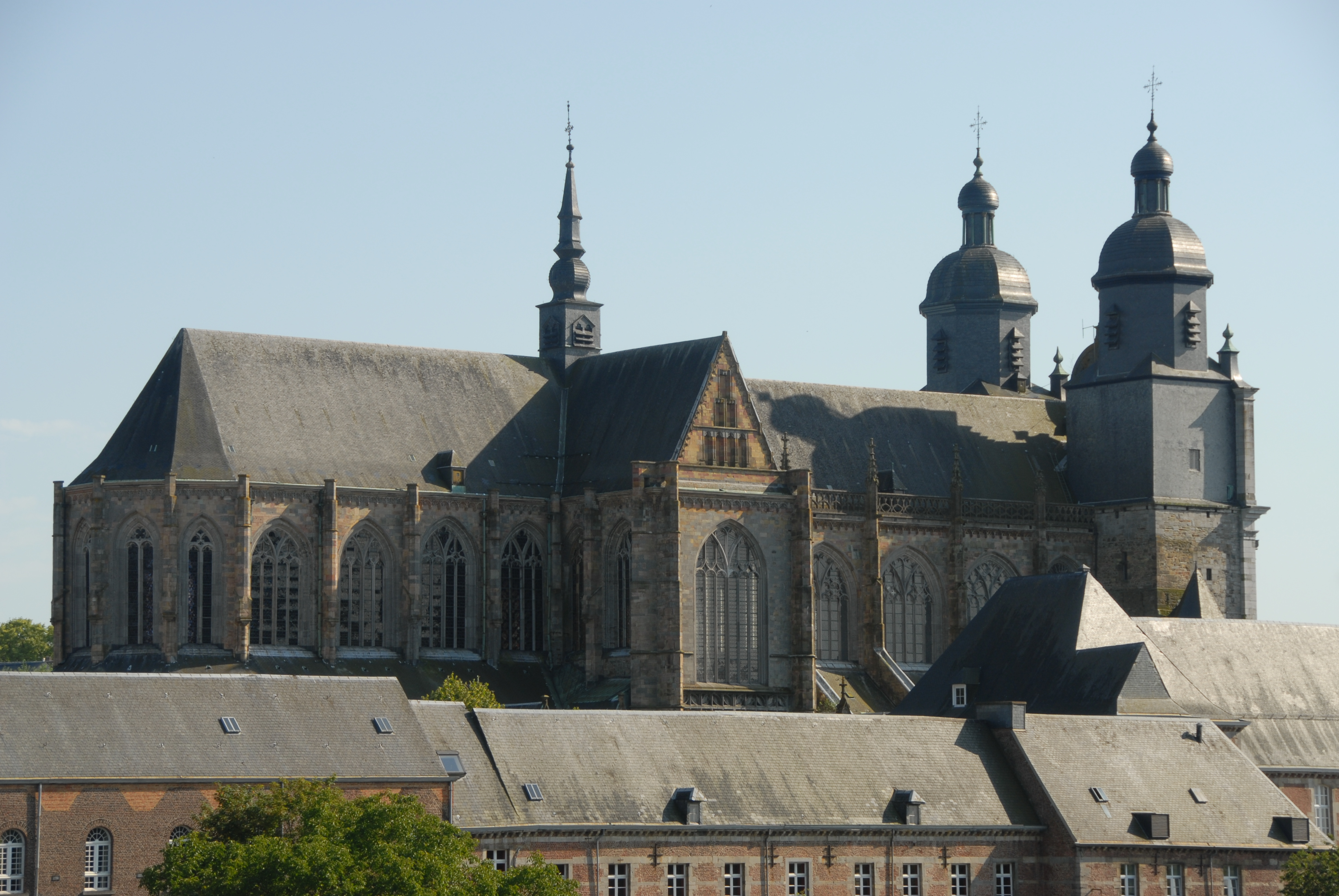
De basiliek vanuit het noorden gezien
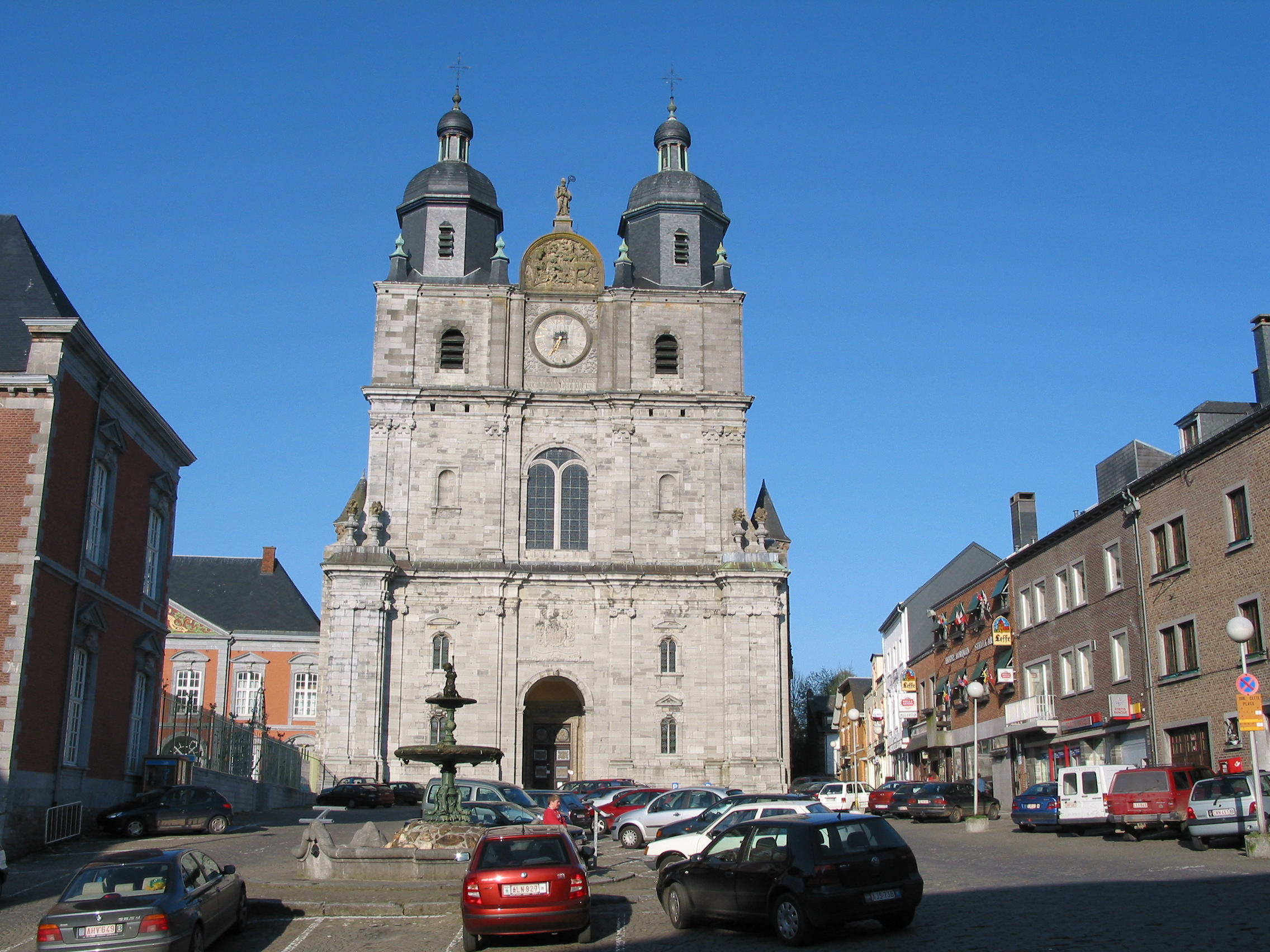
De basiliek vanuit het westen gezien
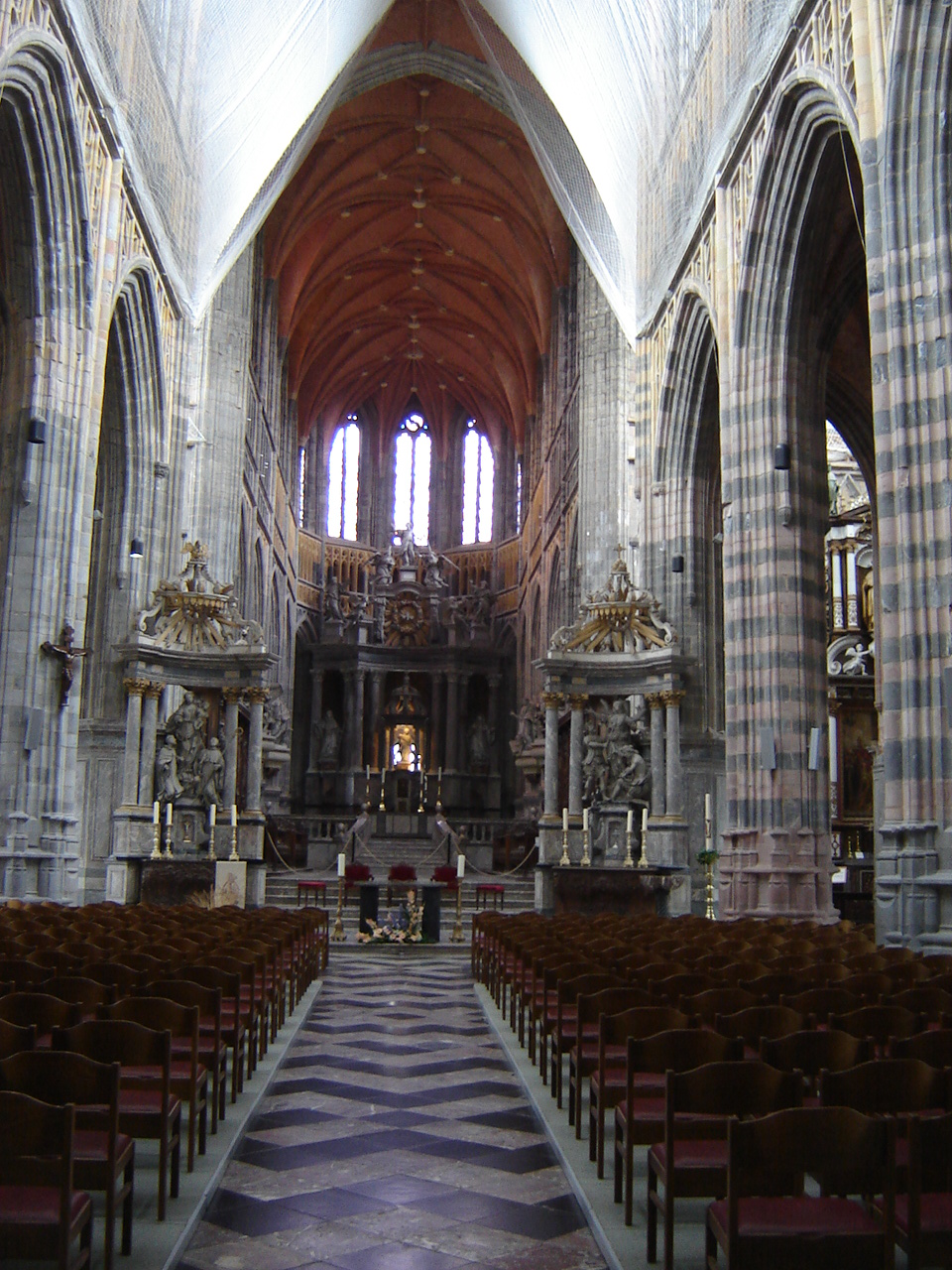
Binnenin de basiliek
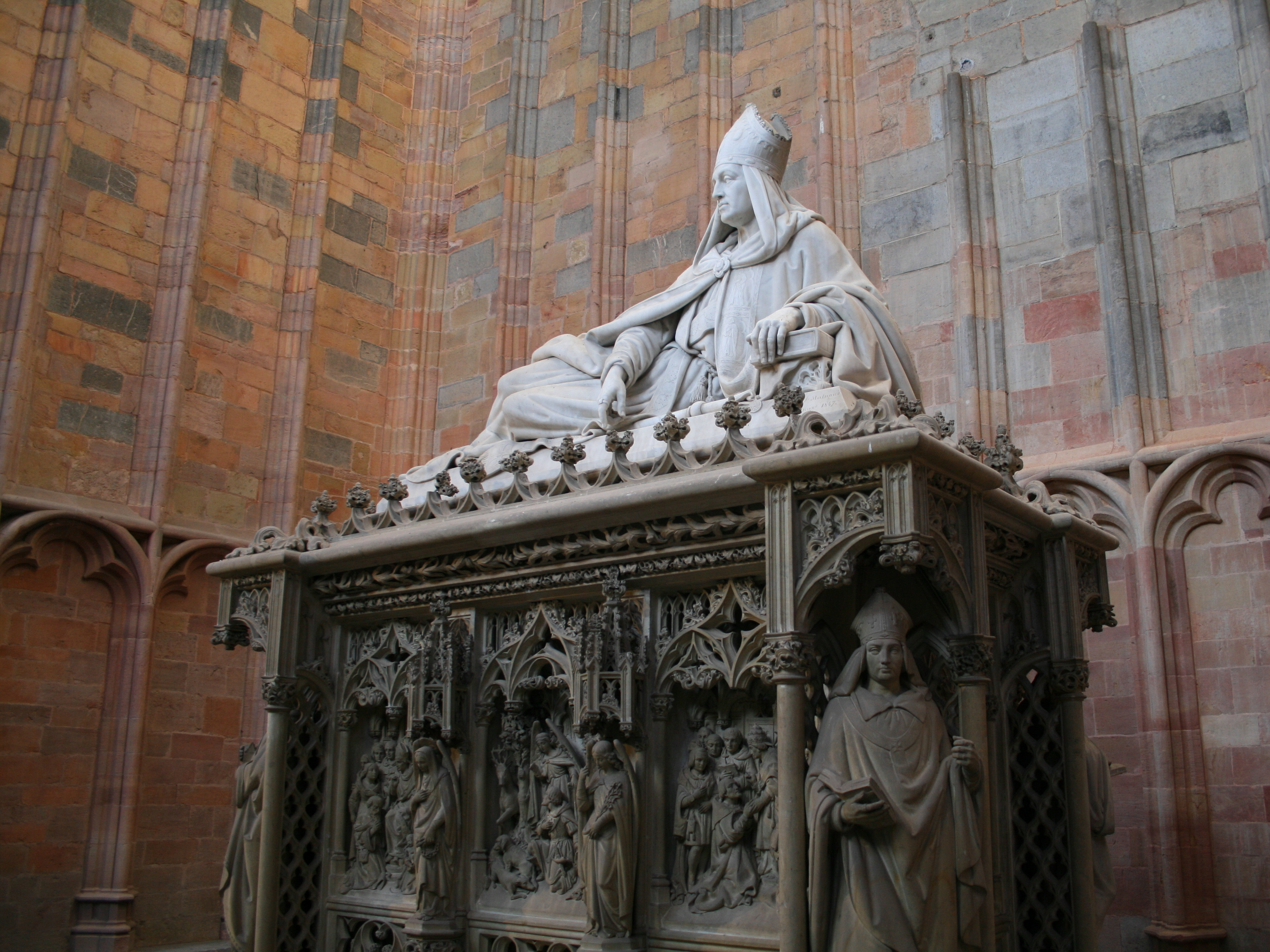
Cenotaaf van Hubertus van Luik in de basiliek
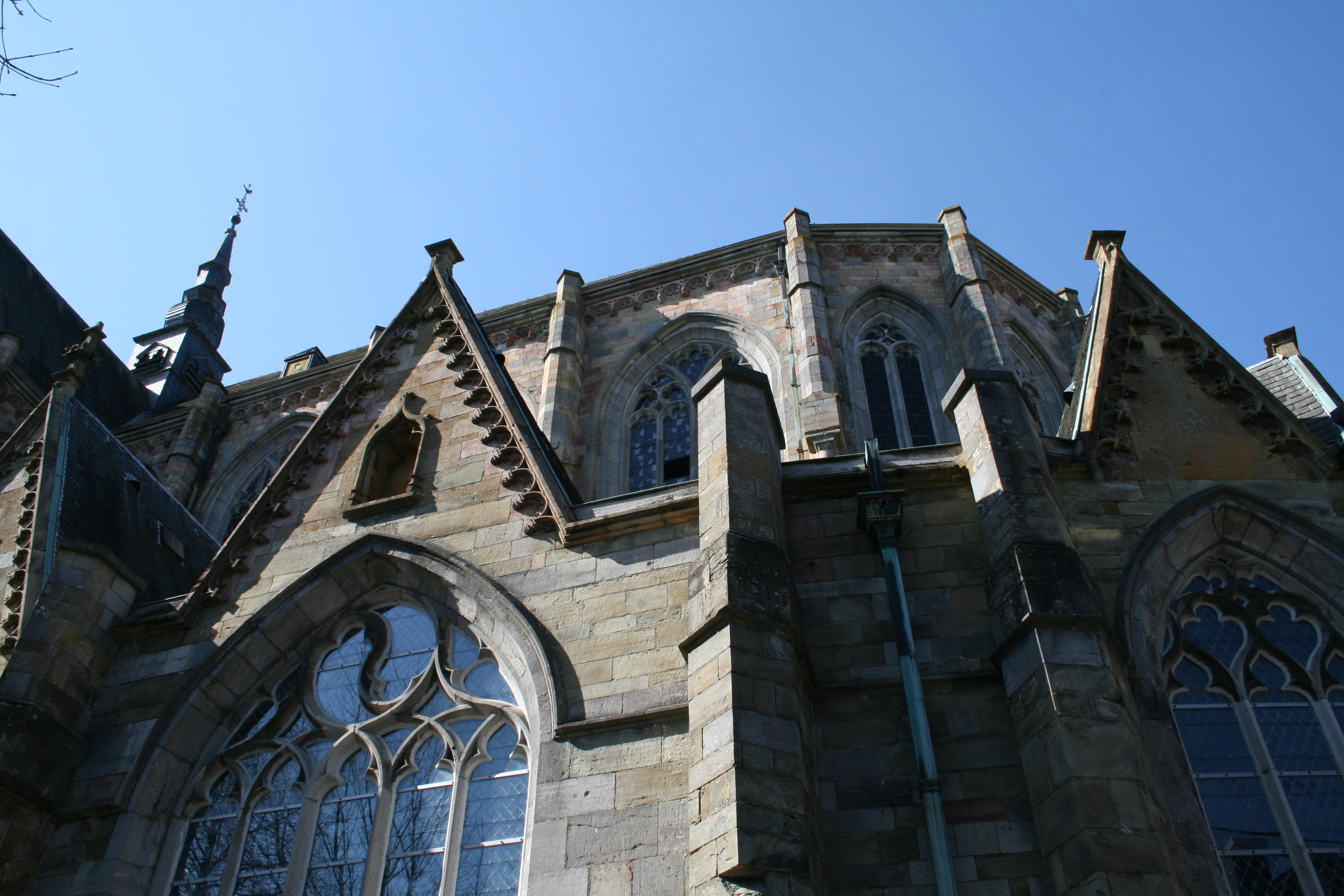
De chevet van de basiliek
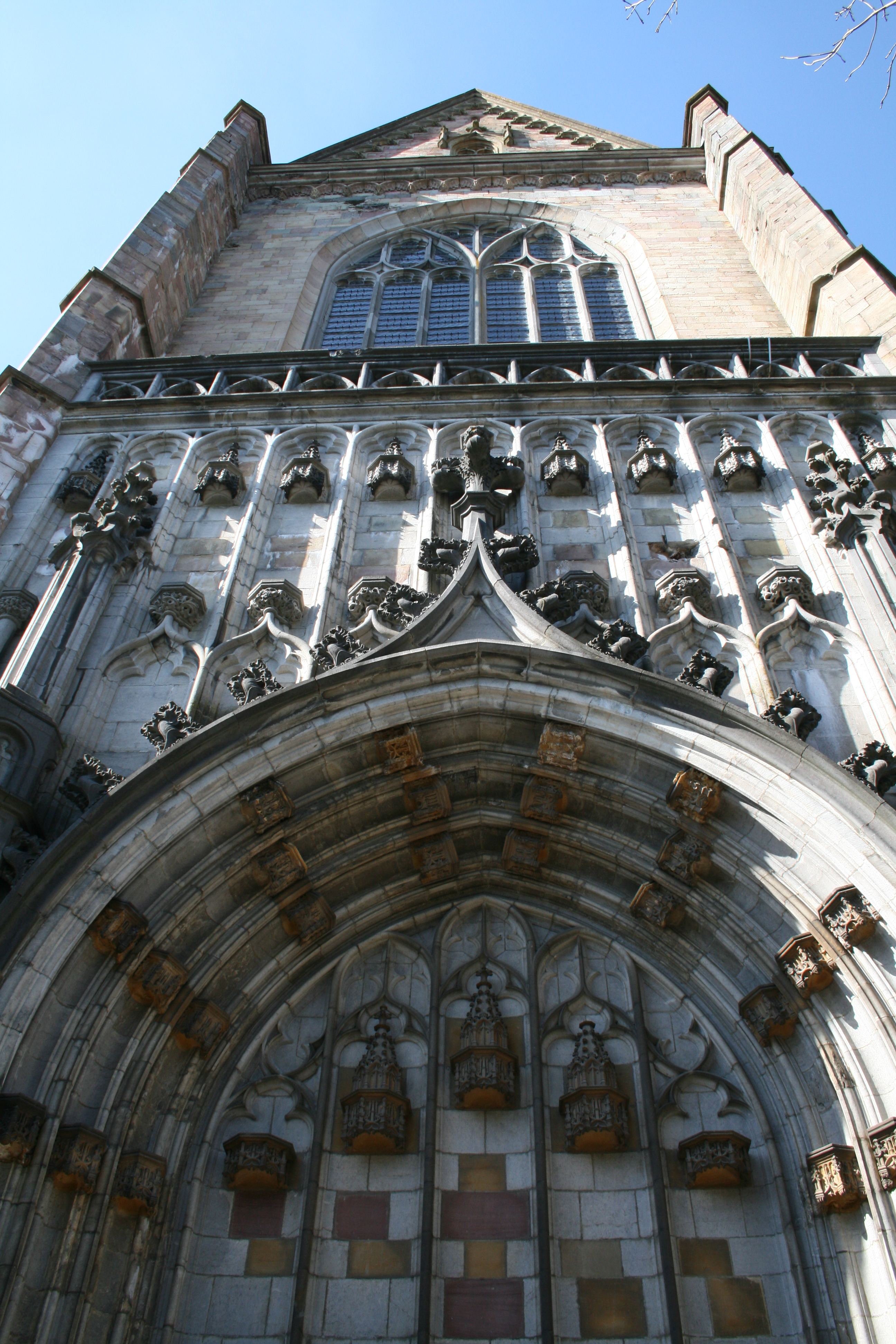
Zuidelijk portaal van de basiliek